# アレクサンドリア (ルーマニア)
アレクサンドリア（ルーマニア語: Alexandria）は、ルーマニアの都市で、テレオルマン県の県都。ブカレストの南西、ブルガリア国境近くに位置する。ヴェデア川に面する。人口は5万8651人。

## 歴史
アレクサンドリア市には1834年に市制施行、市名は1834年から42年まで在位したワラキア公アレクサンドル2世（Alexandru II Ghica）にちなんで命名された。1900年時点での人口は1,675人とされる。穀物などの特産品は鉄道でジムニチャにあるドナウ川の港へ、または水運でジュルジュに運ばれていた。
1989年には6つの大型工場があり63,000人を超えたが、2021年の国勢調査では40,390人である。

## 経済
街はこの地方で農業の中核地と見做されている。製粉所や食品加工施設が数箇所あるほか、建築材料、化学、ゴム加工などの企業も置かれている。

## 参考文献

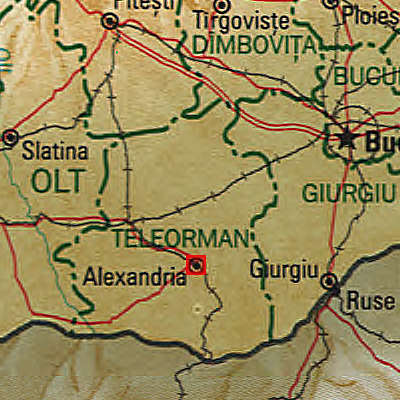
赤の四角で示された場所がアレクサンドリア。近くにはジュルジュ、ルーセ、スラティナ、トゥルゴヴィシュテ、プロイェシュティなどの都市がある

## 観光スポット
歴史博物館がある。